# Prîluțke, Kiverți
Prîluțke (în ucraineană Прилуцьке) este localitatea de reședință a comunei Prîluțke din raionul Kiverți, regiunea Volînia, Ucraina.

## Demografie
Componența lingvistică a localității Prîluțke
     Ucraineană (98,44%)
     Rusă (1,5%)
     Alte limbi (0,06%)
Conform recensământului din 2001, majoritatea populației localității Prîluțke era vorbitoare de ucraineană (98,44%), existând în minoritate și vorbitori de rusă (1,5%).